# 统计距离
在统计学、概率论和信息论中，统计距离量化了两个统计对象之间的距离。统计对象可以是两个随机变量，两个概率分布或样本，或者一个独立样本点和一个点群之间的距离，或者更加广泛的样本点。
统计距离很多情况下不是由度量诱导的，它们不一定是对称的。一些统计距离也被称为统计区别度(statistical divergence)。

## 专用术语
各种统计距离常常有许多名称。有时名称的相似性容易引起误解，有时不同作者或不同时期一些术语的意义也不尽相同。常见的有统计偏差(deviation)，区分度(discriminant)，区别度(divergence)，对比函数(contrast function)，度量等。信息论中也称为交叉熵(cross entropy)，相对熵(relative entropy)，discrimination information， information gain等。

## 度量距离
给定一个集合 X,，其上的度量距离是一个非负实值函数
d : X × X → R
对任意的 X中的 x, y, z，这个函数满足如下条件：
1. d(x, y) ≥ 0     (非负性)
2. d(x, y) = 0   if and only if   x = y
3. d(x, y) = d(y, x)      (对称性)
4. d(x, z) ≤ d(x, y) + d(y, z)      (次可加性 / 三角不等式).

## 广义距离
许多统计距离不满足度量距离的要求。不满足正定性的常常被称为伪度量，不满足对称性的通常被称为准度量，不满足三角不等式被称为半度量。
只满足上述（1）和（2）条件的统计距离被称为区别度(divergence)。

## 例子
f-区别度：KL区别度(相对熵), Hellinger区别度，全变差距离；
仁义熵；
延森-香浓区别度。